# Lo scroccone
Lo scroccone (L'Écornifleur) è un romanzo dello scrittore francese Jules Renard, pubblicato per la prima volta nel 1892; nel romanzo si narra la vicenda di un giovane intellettuale alle prime armi che riesce a farsi mantenere da una ingenua famiglia borghese in vacanza sulla Manica. Il romanzo è stato pubblicato più volte in italiano, a partire dal 1924, talora col titolo Il parassita.

## Storia editoriale
Lo scroccone appartiene al periodo giovanile di Jules Renard, autore nato nel 1864, ed è considerato il solo vero romanzo di Renard. Pubblicato nel febbraio 1892 dall'editore parigino Paul Ollendorff, ottenne un'ottima accoglienza di critica — in particolare una recensione entusiastica di Marcel Schwob e una di Alphonse Daudet che lodò l'autore come un La Bruyère moderno — e una discreta popolarità presso i lettori. Il successo del romanzo aprí a Renard le porte del mondo letterario . Nel 1903 lo stesso Renard ne trasse una pièce teatrale intitolata Monsieur Vernet di intonazione più sentimentale rispetto al romanzo. La fama di Jules Renard parve via via impallidire dopo la sua morte, avvenuta nel 1910, e l'eclissi perdurò per tutto il secondo e il terzo decennio del XX secolo; l'autore fu rivalutato a partire dal 1926 grazie alla pubblicazione dell'opera completa in 18 volumi dall'editore François Bernouard curata da Henri Bachelin e alla popolarità derivante dai due film tratti da Pel di carota diretti da Julien Duvivier . Lo scroccone ha avuto quattro traduzioni in lingua italiana a partire dal 1924, talora col titolo Il parassita.

## Trama
Il romanzo è narrato in prima persona da Henri, lo "scroccone" del titolo, un giovane letterato francese il quale, millantando opere in prosa e versi mai composte, si fa passare per intellettuale presso una ingenua famiglia della media borghesia: il signor Vernet, la moglie Blanche, e la loro nipote sedicenne Marguerite. Henri riesce ad affascinarli, si fa ospitare dai Vernet e trascorre una lunga vacanza sulle rive della Manica durante la quale scrive una sorta di diario. Il protagonista si analizza, riconosce di essere un parassita e malato di letteratura, cerca di ispirare il suo comportamento ai dettami letterari («Andavamo a vedere il mare. Presi con me le mie due autorità sull'argomento: Il Mare di Michelet e Il Mare di Richepin. (...) Aggiunsi ai due libri I contadini di Balzac, nel caso fossi costretto a fare qualche escursione in aperta campagna»); analogamente, i personaggi della letteratura condizionano il comportamento di Henri. Corteggia, per esempio, la signora Blanche ispirandosi al comportamento di Julien Sorel con Madame de Rênal; tenta di sedurre l'ingenua Marguerite seguendo le tecniche apprese dalla letteratura libertina settecentesca. Spaventato per l'esito imprevisto di quest'ultima impresa («Non pensavo che potesse soffrire, e mi ricordavo che negli stupri letterari le vittime se ne accorgono appena»), parte all'improvviso lasciando i Vernet tristi e delusi.

## Critica
Lo scroccone è giudicato il capolavoro di Jules Renard. Per Marisa Zini «l'autore dipinge da maestro, in scorci rapidissimi, l'ambiente borghese dei due coniugi bonaccioni». Lo stile, asciutto e folgorante, fu molto apprezzato sia all'epoca della prima uscita, sia successivamente, contando tra gli ammiratori Gide e Proust. 

## Edizioni
in lingua originale
- (FR) L'Écornifleur, 1ª ed., Paris, Paul Ollendorff, 1892, SBN LO10097751.
- (FR) L'Écornifleur: roman, illustrazioni di Charles Huard e Georges Lemoine, Paris, Paul Ollendorff, 1904, SBN AQ10045195.
- (FR) L'Écornifleur, suivi de La Lanterne sourde, in Les Oeuvres complètes de Jules Renard (1864-1910), Preface par Henri Bachelin, Paris, F. Bernouard, 1926, SBN URB0367567.
- (FR) L'Écornifleur, collana Folio ; 1167, édition presentée, établie et annotée par Jean-Michel Gardair, Paris, Gallimard, 1979, SBN BRI0016986.

in lingua italiana
- Lo scroccone, traduzione di Decio Cinti, 1ª ed., Milano, Sonzogno, 1924, SBN LO10423615.
- Il parassita, collana Scrittori di Francia ; 5, traduzione di Evelina Levi, prefazione di Jacopo Darca, Roma, Astrea, 1945, SBN CUB0543127.
- Il parassita (L'écornifleur), in Romanzi e "Storie naturali", collana I grandi maestri ; 14, traduzione di Adriano Grande, Roma, Gherardo Casini Editore, 1952, SBN CUB0696370.
- Lo scroccone, collana Biblioteca Adelphi ; 52, traduzione di Anna Devoto, con un saggio di Alfredo Giuliani, Milano, Adelphi, 1974, SBN RAV0152768.
- Lo scroccone, collana Gli Adelphi ; 484, traduzione di Anna Devoto, con un saggio di Alfredo Giuliani e una recensione di Marcel Schwob, Milano, Adelphi, 2015, ISBN 978-88-459-3017-1, SBN RMS2711803.

## Adattamenti
teatro

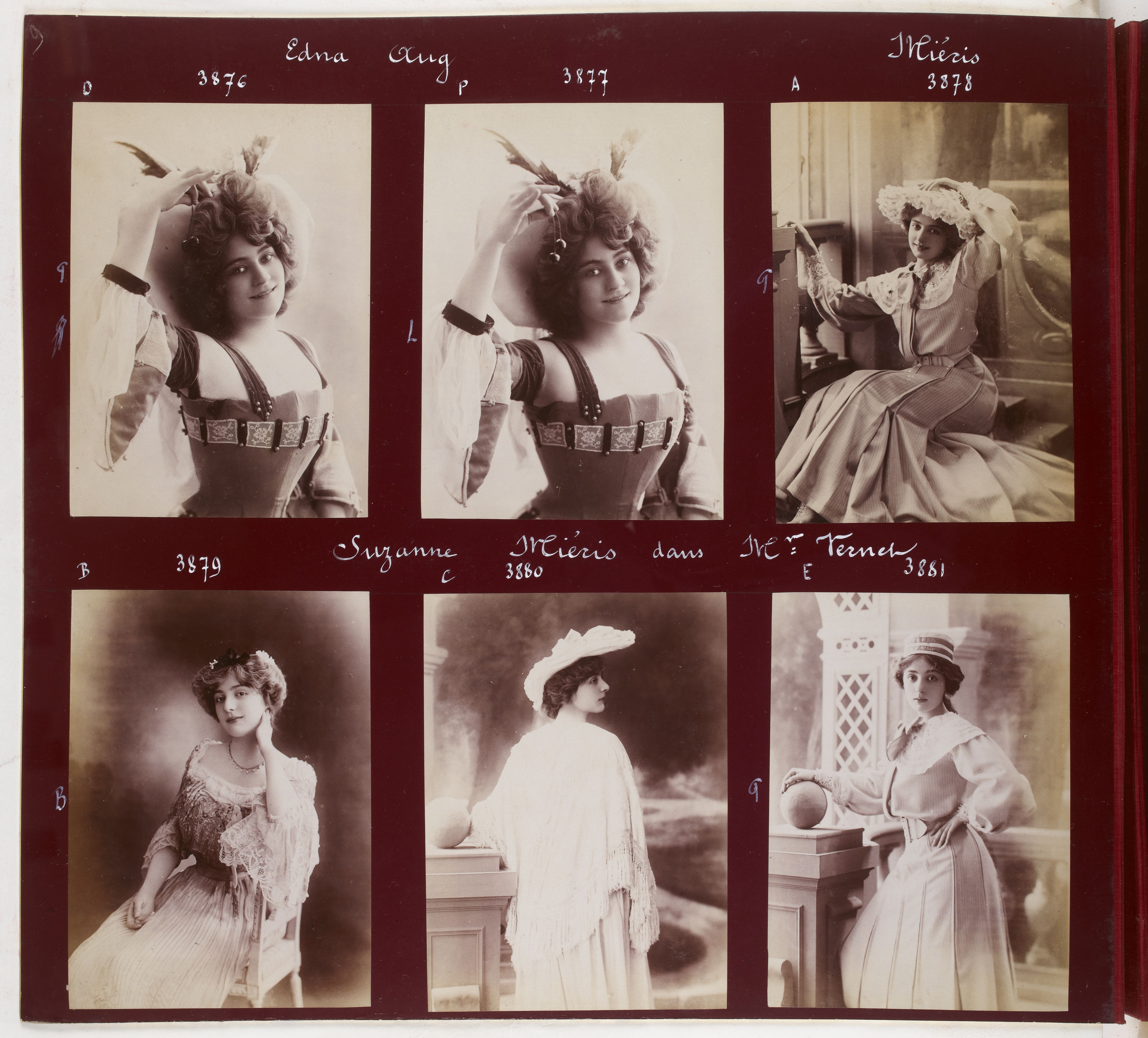
L'attrice Suzanne Miéris nel personaggio di Blanche Vernet in Monsieur Vernet (fotografie di Jean Reutlinger)

- Monsieur Vernet - commedia in due atti di Jules Renard rappresentata per la prima volta il 6 maggio 1903 al Théâtre Antoine di Parigi [15].

film per la televisione
- L'Ecornifleur - film per la televisione del 1964 diretto da Edmond Tyborowsky, prodotto dall'ORTF[16].
- L'Ecornifleur - film per la televisione del 2010 diretto da Philippe Bérenger[17].